# Stefan Nieznanowski
Stefan Nieznanowski (ur. 10 lipca 1933 w Małogoszczu, zm. 26 czerwca 2018) – profesor Uniwersytetu Marie Curie-Skłodowskiej w Lublinie, specjalista w zakresie literaturoznawstwa, głównie barokowego. Autor rozpraw: O poezji Kaspra Miaskowskiego. Studium o kształtowaniu się baroku w poezji polskiej (1965), O artyzmie poezji staropolskiej (1983), Studia i wizerunki. O poezji staropolskiej i jej badaczach (1989) oraz wielu innych prac i artykułów naukowych.

## Życiorys
Ukończył studia polonistyczne na Katolickim Uniwersytecie Lubelskim w roku 1955, siedem lat później uzyskał stopień doktora na Uniwersytecie Warszawskim, w roku 1984 – doktora habilitowanego na Uniwersytecie Marii Curie-Skłodowskiej, w 1991 otrzymał tytuł profesora nadzwyczajnego, zaś w 1997 – profesora zwyczajnego.
W latach 1955–1967 był asystentem i adiunktem na KUL, następnie w latach 1968–1973 pełnił obowiązki redaktora w Pracowni Staropolskiej Instytutu Wydawniczego PAX, zaś w latach 1980–1988 był redaktorem naczelnym serii „Silva Medii et Recentioris Aevi”. Od roku 1974 był związany zawodowo z Instytutem Filologii Polskiej UMCS, gdzie pełnił m.in. funkcje Kierownika Zakładu Literatury Staropolskiej (1985-2003), Dyrektora Instytutu (1990-1996). W 2003 roku przyjął status profesora emerytowanego. 

## Osiągnięcia
Na jego dorobek naukowy i popularnonaukowy składa się ponad 300 pozycji dotyczących zwłaszcza literatury barokowej. Jego rozprawa O poezji Kaspra MIastowskiego. Studium o kształtowaniu się baroku w poezji polskiej (Lublin 1965) to pierwsza w powojennej Polsce monografia poety barokowego, która zapoczątkowała naukową rehabilitację literatury tej epoki. Nie straciły na aktualności także jego inne studia poświęcone literaturze barokowej, zwłaszcza rozprawy o literackim obrazie Matce Boskiej w poezji tej epoki, epice historycznej i poezji politycznej doby baroku (opublikowane m.in. w zbiorze O artyzmie poezji staropolskiej, Lublin 1983, Wydawnictwo UMCS), które stanowią kanon literatury przedmiotowej badaczy tych zagadnień.  Opracowywał również hasła encyklopedyczne i słownikowe dotyczące autorów i form gatunkowych z całej staropolszczyzny. Był odkrywcą gatunku walety.
Nieznanowski współpracował z Juliuszem Nowakiem-Dłużewskim, z którym wydał dwie ważne edycje (Kolędy polskie. Średniowiecze i wiek XVI, 1966 oraz Dwaj królowie rodacy, 1980).

## Działalność
Uczestniczył w ponad stu audycjach radiowych o kulturze dawnej w Radiu Lublin oraz w I i II programie Polskiego Radia.
Przewodniczył Komitetowi Okręgowemu Olimpiady Literatury i Języka Polskiego w Lublinie (1984–1990). 
Aktywnie sprawował funkcję Prezesa Towarzystwa Literackiego im. Adama Mickiewicza w oddziale lubelskim (1990–2002), organizując konferencje naukowe, m.in. poświęcone twórczości Torquato Tassa czy Juliusza Słowackiego. 
W roku 2016 otrzymał honorowe członkostwo Towarzystwa Literackiego – najwyższe wyróżnienie przyznawane przez tę organizację. 

## Publikacje
Monografie edytorskie: 
- Kolędy polskie. Średniowiecze i wiek XVI, t. 1, teksty z rękopisów i starych druków przygotowali S. Nieznanowski, J. Nowak - Dłużewski, Instytut Wydawniczy Pax, Warszawa 1966.  - Medyk ich królewskich mości. Inwentarz majątkowy i koszty pogrzebu Wojciecha Oczki, [w:] Ze starych rękopisów, „Silva Medii et Recentoris Aevi”, t. 6, Warszawa 1979, s. 47-85.

Monografie naukowe i artykuły:  
- Matka Boska w poezji baroku i czasów saskich, [w:] Matka Boska w poezji polskiej, t. 1. Szkice o dziejach motywu, oprac. S. Sawicki, […], Lublin 1959, s. 37-62; t. 2. Antologia, Towarzystwo Naukowe KUL, Lublin 1959 (1960), s. 26-59.
- O poezji Kaspra Miaskowskiego. Studium o kształtowaniu się baroku w poezji polskiej, Towarzystwo Naukowe KUL, Lublin 1965.
- Staropolska elegia pożegnalna, „Sprawozdania z Prac Naukowych Wydziału Nauk Społecznych PAN”, 1967, s. 2, s. 50-52.
- „Skarga Korony Polskiej” Wespazjana Kochowskiego, [w:] Kultura i literatura dawnej Polski. Studia, Instytut Wydawniczy Pax, Warszawa 1968, s. 273-290.
- Recepcja Reja w literaturze polskiej, [w:] Mikołaj Rej w czterechsetlecie śmierci, red. T. Bieńkowski, J. Pelc, K. Pisarkowa, Zakład Narodowy im. Ossolińskich, Wrocław 1971, s. 221-243.
- Staropolska epopeja historyczna. Kształtowanie się pojęcia, drogi rozwoju, [w:] Problemy literatury staropolskiej, seria 1, red. J. Pelc, Zakład Narodowy im. Ossolińskich, Wrocław 1972, s. 391-426.